# Wyżnia Spadowa Przełączka
Wyżnia Spadowa Przełączka (niem. Obere Böhmischseescharte, słow. Vyšná Kamzíčia štrbina, węg. Felső-Csehtavi-csorba, ok. 2235 m) – niewielka przełączka w Żabiej Grani w Tatrach Wysokich. Znajduje się tuż na południowy zachód pod wierzchołkiem Żabiego Szczytu Wyżniego.
Jest jedyną w Tatrach przełęczą zwornikową – łączą się w niej trzy granie:
- na południe ku Rysom,
- na północny wschód ku Młynarzowi,
- na północny zachód ku Żabiemu Mnichowi (Żabia Grań)[2].

Niekiedy błędnie jako przełęcze zwornikowe bywają podawane inne tatrzańskie siodła: Krzyżne i Gaborowa Przełęcz (dawniej Raczkowa Przełęcz). W obu przypadkach rzeczywistymi zwornikami są punkty położone nieco powyżej przełęczy.
Wyżnia Spadowa Przełączka góruje nad trzema dolinami. Od zachodniej strony jest to Dolina Rybiego Potoku, a dokładniej Czarnostawiański Kocioł. Z przełączki opada do niego depresja, która około 20 m niżej rozgałęzia się. Orograficznie lewe odgałęzienie uchodzi do Spadowego Żlebu. Od południowej strony przełączka wznosi się nad Doliną Żabich Stawów Białczańskich. Na południowy wschód, do Dolinki Spadowej opada z przełączki trawiasty żlebek.
Przełęcz jest najdogodniejszym połączeniem Doliny Rybiego Potoku i Doliny Spadowej, a widok z niej jest nieco mniej rozległy niż z Żabiego Szczytu Wyżniego, dla którego stanowi najłatwiejszy dostęp.

## Drogi wspinaczkowe
1. Od południowego zachodu, z Ciężkiej Przełączki; 0 lub I w skali tatrzańskiej, czas przejścia 10 min
2. Od zachodu prawym żlebem; 0+, ze Spadowego Żlebu 10 min
3. Od zachodu lewym żlebem; I, ze Spadowego Żlebu 30 min
4. Lewą częścią ściany; III, od ścieżki 30 min
5. Z Białczańskiej Przełęczy Wyżniej; 0, 20 min
6. Z Dolinki Spadowej; 0, 30 min[3].

## Historia zdobycia
Pierwsze odnotowane wejście miało miejsce:
- latem – Janusz Chmielowski, Károly Jordán, Adam Kroebl, Stanisław Krygowski, Tadeusz Łopuszański i przewodnicy Jakub Bachleda, Klemens Bachleda, Jan Karpiel, Jędrzej Marusarz Jarząbek, Jan Stopka Ceberniak, 26 lipca 1905 r. (w trakcie wejścia na Żabi Szczyt Wyżni),
- zimą – Stefan Bernadzikiewicz, Zbigniew Gieysztor, Antoni Kenar, Wiesław Stanisławski, 14 kwietnia 1930 r. (w trakcie wejścia na Żabi Szczyt Wyżni)[2].

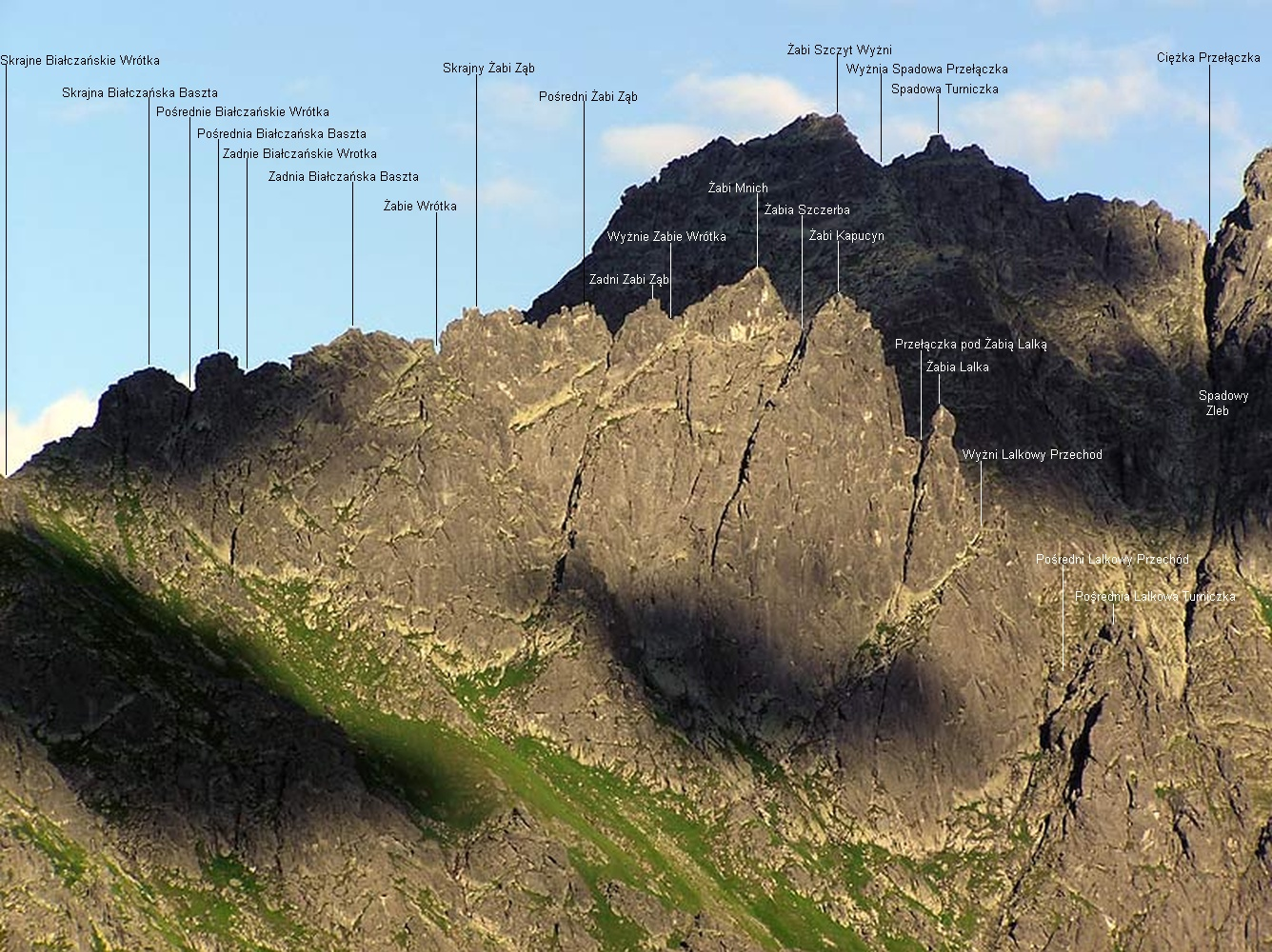
Widok od zachodu
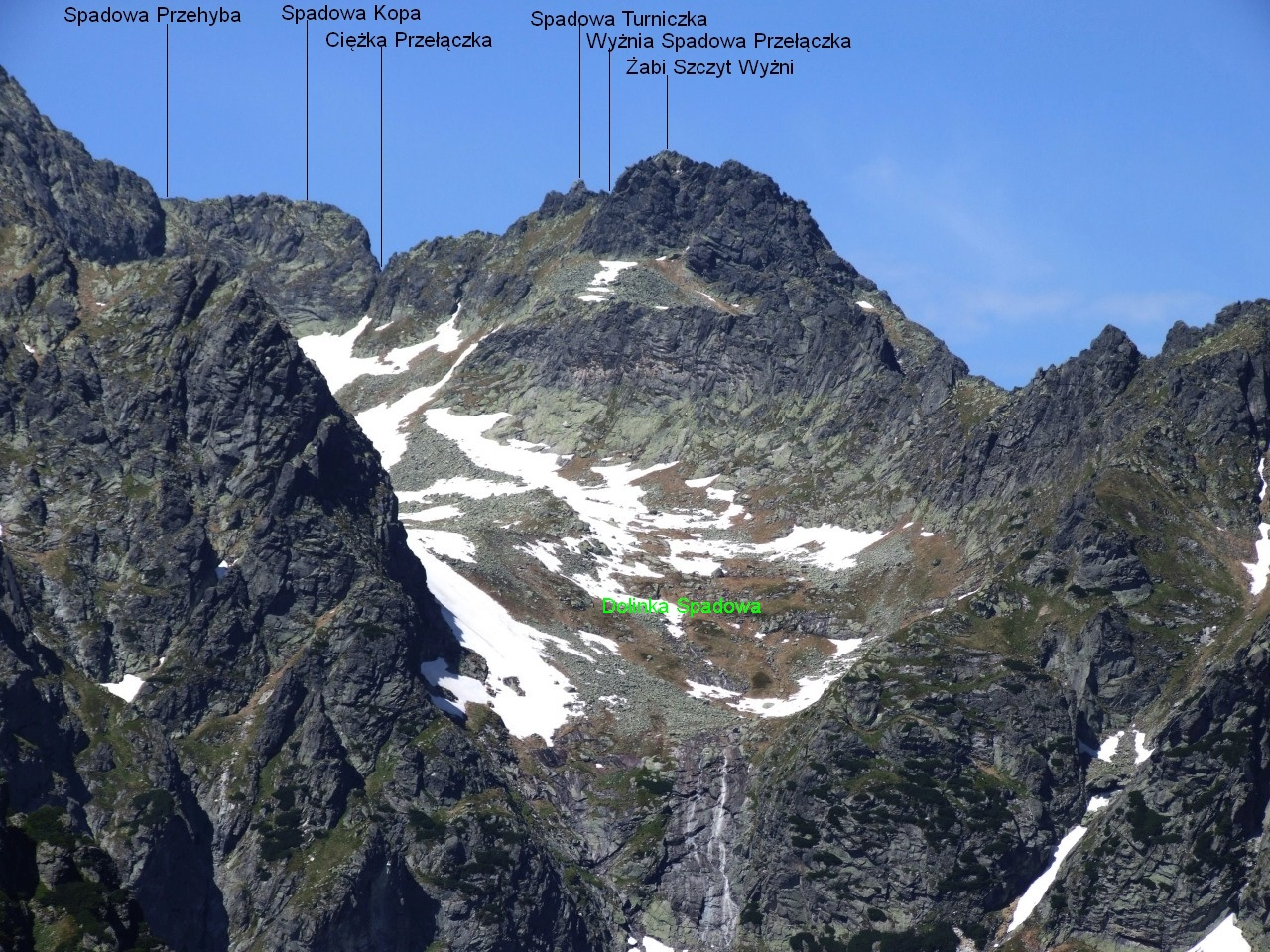
Widok z Doliny Białej Wody
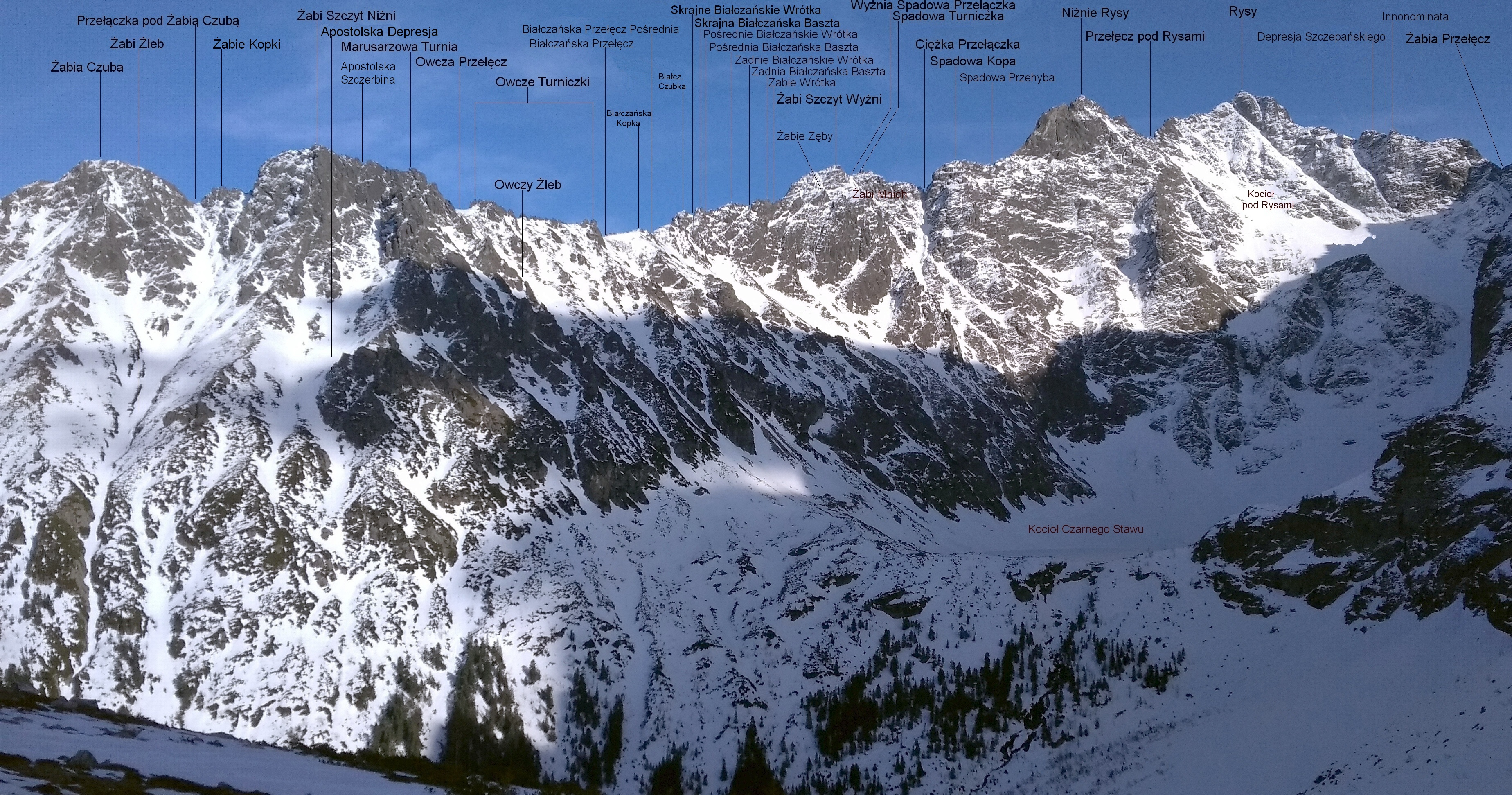
Widok z Doliny za Mnichem